# Brendan O'Brien
Brendan O'Brien (Atlanta, 30 giugno 1960) è un tastierista, compositore produttore discografico statunitense conosciuto per essere stato membro dell'Atlanta Rhythm Section e per le sue numerose collaborazioni.
Ha collaborato con molti artisti importanti tra cui Pearl Jam, Stone Temple Pilots, Bob Dylan, AC/DC, Neil Young, Our Lady Peace, Aerosmith,  My Chemical Romance, The Wallflowers, Matthew Sweet, Limp Bizkit, Lifehouse, Red Hot Chili Peppers, Korn, Incubus, Follow for Now, Trey Anastasio, Rage Against the Machine, The Black Crowes, Aimee Mann, Bruce Springsteen, Zucchero Fornaciari, Audioslave, Train, The Offspring, King's X, Soundgarden e Brandon Flowers, frontman dei The Killers, nella sua prima fatica da solista.
Attualmente, sia per gli album prodotti, sia per il vasto catalogo di collaborazioni con artisti di successo, è considerato uno dei più influenti produttori musicali.

## Biografia
A 14 anni O'Brien suonava come chitarrista nella cover band di Atlanta Pranks. Alla fine degli anni 70, si spostò per scrivere, suonare e registrare nella band Samurai Catfish. Negli anni 80, suonò con vari artisti locali, tra cui gli Indigo Girls e i Downtown Executives, e suonò come bassista nei The Georgia Satellites per un breve periodo. Suonò come chitarrista nell'album del 1989 degli Atlanta Rhythm Section, Truth in a Structured Form. La sua carriera ebbe una spinta grazie al primo album dei Black Crowes, Shake Your Money Maker, nel quale ha svolto il ruolo di ingegnere, chitarrista e bassista.
Con sua moglie Robin e le sue tre figlie Jackie, Allie, e Hannah, O'Brien lasciò Atlanta all'inizio degli anni 90 per proseguire la sua carriera a Los Angeles. Iniziò a lavorare alla Geffen Records sotto Rick Rubin, producendo gruppi musicali come i Stone Temple Pilots e i Pearl Jam. O'Brien ritornò ad Atlanta nel 1991.
A metà degli anni 90, O'Brien divenne vice presidente dell'Epic Records e dell'Epic imprint 57 Records. Vinse due Grammy Awards. Suonò anche l'organo Hammond per l'apparizione di Bob Dylan nel MTV Unplugged. Nel 1995 si unì ai Pearl Jam e Neil Young come tastierista per il Mirror Ball tour in Europa.
Finora, 14 degli album che O'Brien ha prodotto hanno raggiunto la posizione numero 1 negli Stati Uniti nella Billboard 200.
Nel 2016 produce l'album Black Cat di Zucchero Fornaciari.
Il nipote Maximilian è un batterista.

## Discografia

### Produttore
- 1984 - Call of the Wild - The Swinging Richards
- 1988 - In the Spirit of Things - Kansas (ingegnere)
- 1988 - Doug - The Coolies (produttore)
- 1989 - You - Uncle Green (produttore)
- 1990 - Shake Your Money Maker - The Black Crowes (ingegnere, "un potpourri di strumenti")
- 1990 - Danzig II: Lucifuge - Danzig (ingegnere)
- 1990 - The Big House of Time - Anne Richmond Boston (produttore)
- 1990 - Undertown - Right as Rain (produttore)
- 1991 - Dice Rules - Andrew Dice Clay (ingegnere, mixaggio)
- 1991 - Blood Sugar Sex Magik - Red Hot Chili Peppers (ingegnere, mixaggio, organo, mellotron, marimba)
- 1991 - Love Songs for the Hearing Impaired - Dan Baird (produttore)
- 1991 - Stop! Look & Listen - Right as Rain (produttore)
- 1991 - Follow for Now - Follow for Now (produttore)
- 1991 - What an Experiment His Head Was - Uncle Green (produttore)
- 1992 - Core - Stone Temple Pilots (produttore)
- 1992 - Book of Bad Thoughts - Uncle Green (produttore)
- 1992 - Jackyl - Jackyl (produttore, ingegnere, mixaggio)
- 1992 - The Southern Harmony and Musical Companion - The Black Crowes (ingegnere)
- 1992 - Hollywood Town Hall - The Jayhawks (ingegnere, mixaggio)
- 1993 - Let It Rock: The Best of the Georgia Satellites - Georgia Satellites (produttore)
- 1993 - Vs. - Pearl Jam (produttore, mixaggio)
- 1993 - Dynamite Monster Boogie Concert - Raging Slab (produttore)
- 1993 - Wandering Spirit - Mick Jagger (chitarra)
- 1993 - Get a Grip - Aerosmith (mixaggio)
- 1993 - 14 Songs - Paul Westerberg (mixaggio)
- 1994 - Dogman - King's X (produttore, mixaggio, tastiere, percussioni)
- 1994 - Necktie Second - Pete Droge (produttore, mixaggio, basso, chitarra, harmonium, organo)
- 1994 - Superunknown - Soundgarden (mixaggio)
- 1994 - Purple - Stone Temple Pilots (produttore, ingegnere, mixaggio)
- 1994 - Vitalogy - Pearl Jam (produttore, ingegnere, mixaggio, organo in "Betterman")
- 1995 - 100% Fun - Matthew Sweet (produttore, mixaggio, chitarra, pianoforte, arpa elettrica, clavicembalo, clavinet, mellotron)
- 1995 - MTV Unplugged - Bob Dylan (organo Hammond)
- 1995 - Deadly Nightshade - The Deadly Nightshades (produttore)
- 1995 - Mirror Ball - Neil Young con Pearl Jam (produttore, mixaggio, pianoforte, chitarra, cori)
- 1995 - Point - Ernie Dale (produttore)
- 1995 - Unshaven: Live at Smith's Olde Bar - Billy Joe Shaver (produttore)
- 1996 - Buffalo Nickel - Dan Baird (produttore)
- 1996 - Eventually - Paul Westerberg (produttore, chitarra, tastiere)
- 1996 - Evil Empire - Rage Against the Machine (produttore)
- 1996 - Find a Door - Pete Droge and the Sinners (produttore, mixaggio, chitarra, pianoforte, organo Hammond, tastiere, percussioni, cori)
- 1996 - No Code - Pearl Jam (produttore, mixaggio, pianoforte)
- 1996 - Tiny Music... Songs from the Vatican Gift Shop - Stone Temple Pilots (produttore, handclapping, clavinet, organo, pianoforte, percussioni, tamburello basco)
- 1997 - Blue Sky on Mars - Matthew Sweet (produttore, mixaggio, pianoforte)
- 1997 - Resigned - Michael Penn (produttore)
- 1997 - Spacey & Shakin' - Pete Droge (produttore)
- 1997 - Interiors - Brad (mixaggio, tastiere, chitarra)
- 1998 - Yield - Pearl Jam (produttore, mixaggio)
- 1998 - Dangerman - Dangerman (produttore)
- 1998 - Spacey and Shakin' - Pete Droge (produttore, mixaggio, chitarra, tastiere, percussioni, cori)
- 1998 - Follow the Leader - Korn (mixaggio)
- 1999 - Significant Other - Limp Bizkit (produttore, mixaggio)
- 1999 - No. 4 - Stone Temple Pilots (produttore, mixaggio, pianoforte, tastiere, percussioni, cori)
- 1999 - Issues - Korn (produttore, mixaggio)
- 1999 - The Battle of Los Angeles - Rage Against the Machine (produttore, mixaggio)
- 2000 - Binaural - Pearl Jam (mixaggio)
- 2000 - Chocolate Starfish and the Hot Dog Flavored Water - Limp Bizkit (mixaggio)
- 2000 - No Name Face - Lifehouse (mixaggio)
- 2000 - Renegades - Rage Against the Machine (produttore, "The Gost of Tom Joad")
- 2000 - Bachelor No. 2 - Aimee Mann (produttore)
- 2000 - Conspiracy of One - The Offspring (produttore)
- 2001 - Spiritual Machines - Our Lady Peace (mixaggio)
- 2001 - Shangri-La Dee Da - Stone Temple Pilots (produttore, mixaggio, tastiere, percussioni)
- 2001 - Drops of Jupiter - Train (produttore, mixaggio, tastiere)
- 2001 - Future Shock - Sinisstar (produttore)
- 2002 - The Flying Tigers - Flying Tigers (produttore)
- 2002 - Great Ocean Road - Ether (produttore)
- 2002 - Lovehatetragedy - Papa Roach (produttore, mixaggio)
- 2002 - The Rising - Bruce Springsteen (produttore, mixaggio, glockenspiel, ghironda)
- 2002 - Stanley Climbfall - Lifehouse (mixaggio)
- 2002 - Riot Act - Pearl Jam (mixaggio)
- 2002 - Bachelor No. 2 or, the Last Remains of the Dodo - Aimee Mann (produttore)
- 2003 - My Private Nation - Train (produttore, mixaggio, chitarra, organo, pianoforte, tastiere, percussioni, marxophone, cori)
- 2003 - Splinter - The Offspring (produttore, mixaggio, pianoforte)
- 2003 - The Thorns - The Thorns (produttore, mixaggio, chitarra, tastiere, basso, percussioni, marxophone, ghironda, basso, armonica)
- 2003 - Vulture Street - Powderfinger (mixaggio)
- 2003 - Results May Vary - Limp Bizkit (mixaggio)
- 2004 - Alive at Red Rocks - Incubus (produttore)
- 2004 - A Crow Left of the Murder - Incubus (produttore, mixaggio)
- 2004 - Drive - Graham Colton Band (produttore)
- 2004 - Welcome to the North - The Music (produttore, mixaggio)
- 2004 - Alive at Red Rocks - Incubus (produttore, mixaggio)
- 2005 - Rebel, Sweetheart - The Wallflowers (produttore, mixaggio, chitarra, cori)
- 2005 - All The Stars and Boulevards - Augustana (produttore)
- 2005 - Devils & Dust - Bruce Springsteen (produttore, mixaggio, basso, sitar, tambura, ghironda, sarangi)
- 2005 - Out of Exile - Audioslave (mixaggio)
- 2005 - Shine - Trey Anastasio (produttore, mixaggio, co-scrittore, batteria, basso, tastiere, cori)
- 2005 - Greatest Hits - The Offspring (produttore)
- 2006 - For Me, It's You - Train (produttore, mixaggio)
- 2006 - Revelations - Audioslave (produttore)
- 2006 - Light Grenades - Incubus (produttore)
- 2007 - Nighttiming - Coconut Records (mixaggio)
- 2007 - One Man Revolution - The Nightwatchman (produttore, strumentazione)
- 2007 - Libertad - Velvet Revolver (produttore, mixxaggio)
- 2007 - Magic - Bruce Springsteen (produttore, mixaggio)
- 2008 - The Sun and the Moon - The Bravery (produttore, mixaggio)
- 2008 - The Fabled City - The Nightwatchman (produttore, strumentazione)
- 2008 - Black Ice - AC/DC (produttore)
- 2009 - Crack the Skye - Mastodon (produttore, mixaggio)
- 2009 - Working On A Dream - Bruce Springsteen (produttore, mixaggio)
- 2009 - Ten Redux - Pearl Jam (remixaggio)
- 2009 - Killswitch Engage - Killswitch Engage (co-produttore)
- 2009 - Backspacer - Pearl Jam (produttore, mixaggio)
- 2009 - Billy Talent III - Billy Talent (produttore, mixaggio, pianoforte, mellotron)
- 2010 - Dark Is the Way, Light Is a Place  - Anberlin (Producer, Mixing)
- 2010 - Flamingo - Brandon Flowers (produttore, mixaggio, timpani, basso, chitarre, campane tubulari, tamburello basco, shaker, cori)
- 2010 - Chocabeck - Zucchero Fornaciari (produttore)
- 2011 - Holding Onto Strings Better Left to Fray - Seether (produttore, mixaggio)
- 2011 - If Not Now, When? - Incubus (produttore, mixaggio)
- 2011 - The Ending Is Just the Beginning Repeating - The Living End (mixaggio)
- 2012 - Scars and Stories - The Fray (produttore, mixaggio)
- 2012 - Handwritten - The Gaslight Anthem (produttore, mixaggio)
- 2012 - Battle Born -  The Killers - Pubblicazione: fine 2012
- 2014 - Rock or Bust - AC/DC - (produttore)
- 2016 - Black Cat - Zucchero Fornaciari - (produttore)
- 2020 - Power Up - AC/DC - (produttore)

### Musicista

#### Con i The Georgia Satellites
- The Georgia Satellites, 1986

#### Con gli Atlanta Rhythm Section
- Truth in a Structured Form, 1989